# Copa del Rey 1923
Die Copa del Rey 1923 war die 21. Austragung des spanischen Fußballpokals.
Der Wettbewerb startete am 25. März und endete mit dem Finale am 13. Mai 1923 im Camp de Les Corts in Barcelona. Titelverteidiger des Pokalwettbewerbes war der FC Barcelona. Den Titel gewann Athletic Bilbao durch einen 1:0-Erfolg im Finale gegen CD Europa.

## Teilnehmer
| Regionalbewerb         | Meister                 |
| ---------------------- | ----------------------- |
| Andalusien             | FC Sevilla              |
| Asturien               | Sporting Gijón          |
| Bizkaia                | Athletic Bilbao         |
| Galicien               | Real Vigo Sporting Club |
| Gipuzkoa               | Real Sociedad           |
| Campionat de Catalunya | CD Europa               |
| Levante                | FC Valencia             |
| Campeonato Centro      | Real Madrid             |

Konnten die im Viertel- bzw. Halbfinale aufeinandertreffenden Mannschaften jeweils eines der Spiele gewinnen, wurde nicht das Torverhältnis zur Bestimmung des Siegers herangezogen, sondern ein Entscheidungsspiel ausgetragen.

## Viertelfinale
Die Hinspiele wurden am 25. März, die Rückspiele am 8. April 1923 ausgetragen. Das Rückspiel zwischen Real Sociedad und Vigo Sporting wurde wegen schlechten Wetters erst am 13. April ausgetragen.
|                    |  |                 | Hinspiel | Rückspiel |
| ------------------ |  | --------------- | -------- | --------- |
| Real Madrid        |  | Athletic Bilbao | 1:3      | 0:5       |
| Real Vigo Sporting |  | Real Sociedad   | 3:1      | 0:3       |
| FC Valencia        |  | Sporting Gijón  | 1:0      | 1:6       |
| CD Europa          |  | FC Sevilla      | 4:0      | 2:1       |

Entscheidungsspiele
|               | Ergebnis |                    |
| ------------- | -------- | ------------------ |
| FC Valencia   | 1 0:2 1  | Sporting Gijón     |
| Real Sociedad | 2 4:1 2  | Real Vigo Sporting |

## Halbfinale
Die Hinspiele wurden am 22. April, die Rückspiele am 29. April 1923 ausgetragen.
|               |  |                 | Hinspiel | Rückspiel |
| ------------- |  | --------------- | -------- | --------- |
| Real Sociedad |  | Athletic Bilbao | 0:0      | 0:2       |
| CD Europa     |  | Sporting Gijón  | 3:2      | 2:1       |

## Finale
| Athletic Bilbao                                            | Athletic Bilbao | CD Europa | CD Europa |
| ---------------------------------------------------------- | --- | --- | --------- |
| Athletic Bilbao                                            | \| Endspiel \| \| 13. Mai 1923 um 16:30 Uhr in Barcelona (Camp de Les Corts) \| \| Ergebnis: 1:0 (1:0) \| \| Zuschauer: 30.000 \| \| Schiedsrichter: Sr. Rasero (Gipuzkoa) \| \| Spielbericht \|    | \| Endspiel \| \| 13. Mai 1923 um 16:30 Uhr in Barcelona (Camp de Les Corts) \| \| Ergebnis: 1:0 (1:0) \| \| Zuschauer: 30.000 \| \| Schiedsrichter: Sr. Rasero (Gipuzkoa) \| \| Spielbericht \|       | CD Europa |
| Athletic Bilbao                                            | Manuel Vidal – Alberto Duñabeitia, Domingo Gómez-Acedo – Sabino, Jesús Larraza, José Domingo Legarreta – Germán, Félix Sesúmaga, Travieso, Carmelo , Chirri I Cheftrainer: Fred Pentland ( England) | Juan Bordoy – Pedro Serra, Camilo Vidal – Javier Bonet, Esteban Pelaó , Francisco Artisús – Juan Pellicer, José Juliá, Manuel Cros, Juan Olivella, Antonio Alcázar Cheftrainer: Ralph Kirby ( England) | CD Europa |
| Athletic Bilbao                                            | 1:0 Travieso (37.) | | CD Europa |
| Endspiel                                                   | | |           |
| 13. Mai 1923 um 16:30 Uhr in Barcelona (Camp de Les Corts) | | |           |
| Ergebnis: 1:0 (1:0)                                        | | |           |
| Zuschauer: 30.000                                          | | |           |
| Schiedsrichter: Sr. Rasero (Gipuzkoa)                      | | |           |
| Spielbericht                                               | | |           |

## Siegermannschaft
(in Klammern sind die Spiele angegeben)
| 1.                | Athletic Bilbao |
| ----------------- | --- |
| Logo von Athletic | - Tor: Manuel Vidal (5/-) - Abwehr: Domingo Gómez-Acedo (5/-), Alberto Duñabeitia (2/-), Rousse (3/-) - Mittelfeld: Jesús Larraza (5/1), José Domingo Legarreta (5/-), Natxo (1/-), Sabino (4/-) - Sturm: Agalve (1/-), Belauste I (1/-), Carmelo (3/1), Chirri I (3/-), Germán (5/1), José María Laca (4/2), Félix Sesúmaga (4/3), Travieso (4/3) - Trainer: Fred Pentland |

## Torschützen
| Pl. | Nat.    | Spieler        | Verein             | Tore |
| --- | ------- | -------------- | ------------------ | ---- |
| 1   | Spanier | Manuel Cros    | CD Europa          | 4    |
| 2   | Spanier | José Juliá     | CD Europa          | 3    |
| 2   | Spanier | Palacios       | Sporting Gijón     | 3    |
| 2   | Spanier | Félix Sesúmaga | Athletic Bilbao    | 3    |
| 2   | Spanier | Travieso       | Athletic Bilbao    | 3    |
| 6   | Spanier | Bolado         | Sporting Gijón     | 2    |
| 6   | Spanier | Germán         | Sporting Gijón     | 2    |
| 6   | Spanier | Ramón González | Real Vigo Sporting | 2    |
| 6   | Spanier | José Mari      | Athletic Bilbao    | 2    |
| 6   | Spanier | Montes         | FC Valencia        | 2    |
| 6   | Spanier | Morilla        | Sporting Gijón     | 2    |
| 6   | Spanier | Juan Pellicer  | CD Europa          | 2    |
| 13  | Spanier | Arbide         | Real Sociedad      | 1    |
| 13  | Spanier | Arcadio        | Sporting Gijón     | 1    |

| Pl. | Nat.    | Spieler           | Verein             | Tore |
| --- | ------- | ----------------- | ------------------ | ---- |
| 13  | Spanier | Artola            | Real Sociedad      | 1    |
| 13  | Spanier | Santiago Bernabéu | Real Madrid        | 1    |
| 13  | Spanier | Carmelo           | Athletic Bilbao    | 1    |
| 13  | Spanier | Corsino           | Sporting Gijón     | 1    |
| 13  | Spanier | Gerardo           | Real Vigo Sporting | 1    |
| 13  | Spanier | Germán            | Athletic Bilbao    | 1    |
| 13  | Spanier | Juantegui         | Real Sociedad      | 1    |
| 13  | Spanier | Kinké             | FC Sevilla         | 1    |
| 13  | Spanier | Jesús Larraza     | Athletic Bilbao    | 1    |
| 13  | Spanier | Olaizola          | Real Sociedad      | 1    |
| 13  | Spanier | Juan Olivella     | CD Europa          | 1    |
| 13  | Spanier | Esteban Pelaó     | CD Europa          | 1    |
| 13  | Spanier | Pinilla           | Real Vigo Sporting | 1    |
| 13  | Spanier | Rosales           | Real Sociedad      | 1    |

Die Torschützen aus dem 3:0 zwischen Real Sociedad und Vigo Sporting sind nicht bekannt.